# Möbelmuseum Wien
Möbelmuseum Wien (tidligere Hofmobiliendepot) er et møbelmuseum i Wien og et af verdens største museer for indretning.
Museet udstiller hovedsageligt møbler fra det habsburgske monarki, lige fra bestik over stumtjenere, lysekroner og senge til kejsertroner. Også for nutiden mere kuriøse ting som de i sin tid obligatoriske spytbakker kan ses. Derudover giver museet et overblik over den historiske udvikling indenfor Wiens møbelkunst og indretning, fra de kejserlige hofleverandører til berømte kunstnere fra begyndelsen af det 20. århundrede som Adolf Loos, Josef Hoffmann og Otto Wagner, der har sat deres præg på Wiens (indretnings-)arkitektur.
Museet har til huse i Andreasgasse 7 i 7. Wiener Gemeindebezirk Neubau. Organisatorisk er det en del af Schloss Schönbrunn Kultur- und Betriebsges.m.b.H.

## Historie
I 1747 fik den første hofmobilieninspektør til opgave at tage sig af pleje og transport af kejserinde Maria Theresias møbler. I 1809 fik denne stilling betegnelsen Hofmobiliendirektion og var også ansvarlig for nyindkøb af kejserlige møbler. I 1901 byggedes den nuværende bygning i Mariahilfer Straße 88 som centralt lager for møbler, der ikke aktuelt var i brug, med tilhørende værksteder og vognremise. Da habsburgerne indrettede deres residenser og slotte i tidens stil og efter egen smag, voksede samlingen efterhånden til 160.000 objekter. Det der ikke længere blev brugt havnede i depotet.
Efter monarkiets ophør i 1919 overgik den samlede kejserlige møbelbestand til den nye republik Østrig. En del af det blev og bliver brugt til repræsentative formål, for eksempel til forbundspræsidentens officielle lokaler. Desuden kan ministre låner møbler fra samlingen til deres kontorer. Også ambassader og filmselskaber gør brug af det. For eksempel blev der benyttet originale møbler til de tre Sissi-film (1955-1957), som der nu er en udstilling om på museet.
I 1991 fik arkitekterne Alessandro Alverá og Karl Stransky til opgave at give museets bygningskompleks en grundlæggende fornyelse.